# Алексеев, Олег Васильевич
Олег Васильевич Алексеев (6 апреля 1937, Песочный — 5 марта 1999, Санкт-Петербург) — специалист в области радиопередающих комплексов для систем связи, радиолокации и радионавигации, организатор инженерного образования, лауреат Государственной премии СССР, Заслуженный деятель науки и техники РФ (1995), ректор ЛЭТИ (СПбГЭТУ «ЛЭТИ») (1984—1998), Академик РАЕН.

## Биография
Родился 6 апреля 1937 года в посёлке Песочный Ленинградской области в семье военнослужащего. После окончания войны вернулся с семьёй в Ленинград, где окончил 8 классов в школе № 55. В дальнейшем поступил в Ленинградский электротехнический техникум.
В 1955 году поступил в Ленинградский электротехнический институт им. В. И. Ульянова (Ленина), который окончил с отличием в 1961 году. С 1970 по 1988 год занимал должность заведующего кафедрой радиопередающих устройств, а с 1988 по 1999 год — заведующего кафедрой радиоэлектронных средств. В период с 1984 по 1998 год был ректором ЛЭТИ.
Кроме своей академической деятельности, с 1990 по 1993 год также работал депутатом Санкт-Петербургского городского Совета депутатов от округа № 308 (Петроградский район).
Скончался 5 марта 1999 года, покоится на Серафимовском кладбище.

## Научная работа
Вёл исследования по анализу и синтезу линейных и нелинейных электрических цепей, генерированию и стабилизации частоты электромагнитных колебаний, технике СВЧ, по автоматизации проектирования радиоэлектронных средств, их электромагнитной совместимости, изысканию новых принципов построения и создания более совершенной элементной базы, обоснованию эффективных методов разработки радиопередающих комплексов для различных частотных диапазонов. Олегом Васильевичем Алексеевым были предложены новые методы построения радиопередающих комплексов с высокими энергетическими и качественными показателями с использованием широкополосных трактов и сложением их мощности. Результаты разработок внедрены при создании радиопередатчиков «Бриг», «Муссон», «Корвет», которыми были оснащены суда отечественного морского флота.